# Colobosaura modesta
Colobosaura modesta är en ödleart som beskrevs av  Johannes Theodor Reinhardt och LÜTKEN 1862. Colobosaura modesta ingår i släktet Colobosaura och familjen Gymnophthalmidae. Inga underarter finns listade i Catalogue of Life.